# Tod und Totenkult im antiken Griechenland
Dieser Artikel beschreibt die Vorstellung vom Tod, die Bestattung und die Rituale zur Ehrung der Verstorbenen im antiken Griechenland.

## Die Vorstellung vom Tod
Die Menschen im antiken Griechenland schätzten kaum etwas höher als die Schönheit und Kraft der Jugend – Krankheit, Alter und Tod riefen in vielen Abscheu hervor. Dennoch war es die Pflicht der Jüngeren, alten Verwandten mit der gebührenden Achtung zu begegnen und sie bis zu deren Tod zu unterstützen. 
Die Ansichten diesbezüglich waren in den griechischen Stadtstaaten jedoch unterschiedlich: Während in Athen wenig Ehrfurcht vor dem Alter herrschte und dies als „Zeit des Niedergangs“ häufig Ziel von Spott war, zollten die Spartaner Älteren hohen Respekt.
Der weit verbreitete Jugendkult führte dazu, dass Verstorbene auf bildlichen Darstellungen immer gesund, jung und schön dargestellt wurden. Die Toten wurden nach ihrem Tod zu Heroen und damit zu den Unsterblichen gezählt, die durch ihren Tod ewige Jugend erhalten haben. Diese Heroisierung, die von der archaischen Zeit bis zur hellenistischen Epoche zu finden ist, lässt sich aus der weit verbreiteten Furcht vor dem Tod erklären.
Zum ersten Mal in der abendländischen Kulturgeschichte findet sich bei den Griechen der Begriff der Seele (psyche) klar umrissen. Im Augenblick des Sterbens, so der Glaube, löste sich die Seele vom Körper, um in das Reich der Toten, den Hades zu fliegen. Die Seele wurde als Ebenbild (eidolon) des verstorbenen Menschen angesehen, körper- und schwerelos, aber dennoch fähig zu leiden und sich ins Leben zurückzusehnen. Damit diese Ebenbilder der Toten in den Hades, das Totenreich gelangen konnten, über das der gleichnamige Gott und seine Ehefrau Persephone (Kore) herrschten, mussten ihnen durch Begräbnisrituale die letzten Ehren erwiesen werden.
Das Totenreich galt allgemein als freudlose, düstere Ruhestatt, sodass der Gedanke an den Tod die Griechen mit Grauen erfüllte. Beim Übergang in den Hades tranken die Toten aus dem Fluss des Vergessens (Lethe) und kannten danach weder Zukunft noch Vergangenheit, sondern nur noch die ewige Gegenwart der Unterwelt. 
In der Odyssee steigt Odysseus auf der Suche nach seinem Schicksal in den Hades herab, wo er den Seelen Blut von Opfertieren zu trinken gibt, sodass sie für kurze Zeit ihre Erinnerung zurückerhalten. Unter ihnen ist auch Achilleus, der zornig ausruft: „Lieber wäre ich auf Erden ein Tagelöhner bei einem anderen, einem Armen, der nicht viel zum Leben hat, als Herrscher über alle dahingeschwundenen Toten.“ (11, 489 ff.)
Mit der Zeit entwickelten sich immer konkretere Vorstellung vom Totenreich: Es war von einem Fluss umgeben, den man nur mit Hilfe des von dem dreiköpfigen Höllenhund Kerberos begleiteten Fährmanns Charon überqueren konnte – eine Rückkehr war nicht möglich. Daraus folgte auch der Brauch, Toten einen Obolus als Bezahlung für Charon mitzugeben (s. u.).
Diese Vorstellung vom Leben nach dem Tod verlieh dem kurzen Leben einen besonderen Wert und bewegte die Menschen dazu, danach zu streben, in der Erinnerung der Menschen weiterzuleben.
Vielleicht um den Toten dieses freudlose Dasein zu erleichtern und ihnen Trost zu spenden, vielleicht auch, weil man Angst hatte, nach ihrem Tod hätten die Verstorbenen die Macht, den Lebenden zu schaden, existierte im antiken Griechenland ein Totenkult mit Trank- und anderen Opfern (wie zum Beispiel Enagisma) sowie Festlichkeiten zu Ehren der Toten.
Hinweise hierauf finden sich in den erhaltenen Nekropolen: Auf antiken attischen Friedhöfen findet man in der Nähe der Gräber die Asche von Opfertieren und auf den Gräbern große Gefäße für Trankopfer.

## Die Gestaltung der Grabstätten
Die griechischen Friedhöfe der Antike lagen zumeist außerhalb der Stadt, sodass sich außerhalb der Städte Nekropolen entwickelten. Außer vom Staat finanzierten Gemeinschaftsgräbern (Polyandrion) für im Kampf gefallene Soldaten waren die Gräber in Familienbesitz.
Aus dem als Kennzeichen auf oder neben dem Grab aufgestellten großen Stein entwickelten sich Grabstelen, die anfangs fast unbehauen nur den Namen der toten Person trugen, in Attika ab dem 7. Jahrhundert v. Chr. jedoch zu hohen, sich verjüngenden, schmalen Stelen wurden. Um die Jahrhundertmitte entstanden auf Kreta die ersten Grabstelen mit figürlichen Darstellungen (z. B. Frauen mit Spindeln, bewaffnete Krieger). In der Folgezeit wurden solche Darstellungen häufiger. Aus dem 6. Jahrhundert v. Chr. sind etwa in Athen äußerst prunkvolle Gräber erhalten, die mit Flachreliefs der als Idealbild dargestellten Toten geschmückt waren.
Mit der Einführung der Demokratie im fünften Jahrhundert v. Chr. wurde solcher Prunk verboten. Eine Vorschrift besagte, dass höchstens zehn Männer höchstens drei Tage an einer Begräbnisstätte arbeiten durften, sodass die Grabmonumente zwangsweise schlichter wurden.
Außerdem durfte ein Grab weder von aufrechten Steinen noch von bemalten Tafeln geschmückt sein – die Athener mussten sich damit zufriedengeben, Vasen aufzustellen, die das Denkmal abbildeten, das sie gerne errichtet hätten.
Ab der zweiten Hälfte des fünften vorchristlichen Jahrhunderts setzten sich aufgrund der politischen und gesellschaftlichen Entwicklungen wieder aufwändigere Gräber durch, die nun erheblich persönlicher gestaltet wurden. Eine erhaltene Grabstätte zeigt beispielsweise eine Frau neben einer Amme, die sich um ihr Kind kümmert, eine andere einen Soldaten, der sich von seiner Frau und den Kindern verabschiedet.
Im vierten Jahrhundert v. Chr. entwickelten sich die niedrigen Steinmauern, die im vorigen Jahrhundert die Grabanlagen umgeben hatten, zu monumentalen Einfriedungen, die häufig drei oder vier Gräber, teilweise sogar mehr, umfassten, die jeweils mehrere Familienmitglieder und deren Sklaven aufnehmen konnten. Ruhestätten von Sklaven waren nur von schlichten Säulenstümpfen geziert, die ihren Namen trugen.

## Rituale zur Bestattung und Ehrung der Toten
Die Bestattung eines Verstorbenen war die höchste Pflicht der Angehörigen, die Vernachlässigung wäre ein Vergehen gegen den Verstorbenen und die Götter gewesen.
Der Körper des Toten wurde mit duftenden Essenzen und Wasser, das in eigens für den Totenkult gefertigten Vasen aufbewahrt wurde, gewaschen und in weiße Gewänder gekleidet. Dann umwickelte man ihn mit Stoffbinden, hüllte ihn in ein Leichentuch und legte ihn auf ein Totenbett, wobei sein von Blüten bekränzter Kopf auf einem Kissen ruhte. Normalerweise geschah dies im persönlichen Kreis vor dem eigenen Haus, nur in Athen wurde dies in ein öffentliches Trauerhaus verlagert.
Am Totenbett versammelte sich die Familie in Trauerkleidung, um den Verstorbenen zu betrauern. Um die verstorbene Person zu ehren, schnitten die Angehörigen sich die Haare ab und legten sie zu Kränzen gewunden auf den Hausaltar, auf dem häufig auch Bilder der schon verstorbenen Verwandten standen. Um sie herum stimmten bezahlte Klageweiber ihre Totenklage an. Dies wurde im Zuge der Prunkbekämpfung (siehe Grabstätten) jedoch im fünften Jahrhundert v. Chr. zwischenzeitlich verboten. Auch die Zahl der an der Bestattung teilnehmenden Personen wurde beschränkt.
Der Tote wurde in den frühen Morgenstunden vor Sonnenaufgang beigesetzt, damit sein Anblick nicht die Götter beleidigte. Ihm wurde in späteren Zeiten eine Münze als Bezahlung für den Fährmann, der ihn über den Fluss bringen sollte, der die Unterwelt von der Welt der Lebenden trennt, in den Mund gelegt und ein Stück Honigkuchen als Gabe für die Götter der Unterwelt mitgegeben. In einem Leichenzug wurde der Körper des Verstorbenen zum Friedhof in der Umgebung der Stadt getragen oder in einem teilweise prunkvollen Leichenwagen gefahren. Dort wurden sein Leben und seine Taten in Reden gelobt und er wurde gemeinsam mit Grabbeigaben entweder begraben oder auf einem Scheiterhaufen verbrannt. In letzterem Fall wurde seine Asche in einer Urne aufbewahrt. Die Verwandten versammelten sich nach der Bestattung zum Leichenschmaus.
Am dritten Tag nach der Bestattung suchten die Verwandten des Verstorbenen das Grab erneut auf, um Speise- und Trankopfer darzubringen. Wein und Milch, Salz, Kuchen, Nüsse und Früchte wurden in dafür vorgesehene Schalen mit durchlöchertem Boden gegeben, damit die Nahrung in die Erde sickern konnte. Daran schloss sich ein Festmahl für die Familie an. 
Es folgten Feierlichkeiten am 9. und am 30. Tag, der mit einem erneuten Totenmahl und Totenopfer das Ende der Trauerzeit markierte. Anschließend wurde diese Zeremonie jedes Jahr am Todestag des Verstorbenen (eventuell Verwandten) wiederholt.
Athen kannte auch eine Art „Volkstrauertag“, an dem die im Krieg gefallenen Soldaten geehrt wurden. Hierbei wurden die Verdienste der „für das Vaterland gefallenen“ Bürger hervorgehoben, ohne jedoch auf Individuen oder die Gegenwart einzugehen, und sie wurden mit den großen Helden der Vergangenheit verglichen. Da der Tod in jedem Fall unausweichlich jedem Menschen bevorstand, sahen die Soldaten es als bessere Wahl an, in der Gewissheit zu sterben, die Heimat verteidigt zu haben und von der ganzen Stadt gerühmt und betrauert zu werden.

## Gegenentwürfe zum Hades-Glauben: Mysterienkulte
Als Weiterführungen älterer Welt- und Todesbilder entwickelten sich Mysterienkulte, die bei der Befolgung von moralischen Richtlinien ein glückseliges Leben nach dem Tod versprachen. Über diese Kulte ist aufgrund fehlender schriftlicher Überlieferungen nicht viel bekannt. 
Zu ihnen gehörten beispielsweise die Orphiker, die Mysterien von Eleusis mit ihrem Demeterkult und die Pythagoreer.
Die Orphik beruht auf dem Mythos von Orpheus und Eurydike. Orpheus soll, nachdem er seine Frau zum zweiten Mal verloren hatte, zu einer asketischen Lebensweise mit dem Verzicht auf den Verzehr von Fleisch und auf blutige Opfer aufgerufen haben. Den Vorstellungen der Orphiker zufolge erwarteten den „Sünder“ nach dem Tod harte Strafen, während der „Gerechte“ auf den „Inseln der Seligen“ (auch elysische Felder genannt) ein Leben voller Wonnen genießen durfte.
Zu den Mysterien der Demeter schrieb Isokrates in seinem Werk „Panegyrikos“ (Isocr. or. 4, 28): 
„Als Demeter nach dem Raub der Kore umherirrte und zu uns gelangte, brachte sie unseren Ahnen, die ihr einige Dienste erwiesen hatten, von denen nur die Eingeweihten erfahren dürfen, großes Wohlwollen entgegen. Sie machte ihnen zwei der kostbarsten Geschenke, die man sich denken kann: den Ackerbau, der es uns erlaubt hat, anders als die wilden Tiere zu leben, und die Mysterien, die den Gläubigen hinsichtlich dessen, was sie am Ende ihres Lebens und in der Ewigkeit der Jahrhunderte erwartet, Trost und Hoffnung gibt.“
Da die Mysterien der Demeter ein Geheimkult waren, ist über die Jenseitsvorstellung jedoch nichts Genaueres bekannt.
Die Schule des Philosophen Pythagoras, die ihre Blütezeit im fünften Jahrhundert v. Chr. hatte, vertritt – wie die Orphiker – den Verzicht auf Fleisch (und auf dicke Bohnen). Die Pythagoreer glaubten an die Wiedergeburt der Seele (Metempsychose). Es wird berichtet, Pythagoras habe sich an seine früheren Leben erinnern können (u. a. daran, im Trojanischen Krieg gekämpft zu haben). Auch diese Lehre wurde ausschließlich mündlich überliefert, in Form von Lehrsätzen, die seine Schüler zusammenstellten.
Diese Kulte bildeten jedoch nur Randgruppen und waren häufig Ziel von Spott und Häme der Mitmenschen. Die Masse der Griechen hielt am Hades-Glauben fest.
Doch auch innerhalb der Vorstellung vom Hades wurde ein dualistisches Modell übernommen: Der furchtbare Abgrund Tartaros für die Feinde der Götter und das Elysium für deren Lieblinge. Hier waren zwar noch nicht die individuellen Taten der Menschen und ihre Verantwortlichkeit entscheidend, diese Vorstellung zeichnet sich aber schon in der Zweiteilung ab.